# Ramon Font i Terrades
Ramon Font i Terrades (Granollers, Vallès Oriental, 1953) és un advocat, exjugador d'handbol, dirigent esportiu i escriptor català, i també propietari d'una petita editorial independent.
Llicenciat en Dret per la Universitat de Barcelona, s'ha especialitzat en Dret Internacional Públic, Dret Comunitari i Dret Social. Ha exercit com a advocat durant més de quaranta anys. Ha estat diputat de la Junta de Govern del Col·legi d'Advocats de Granollers, vocal de la Comissió Executiva Provincial de l'INSS, i regidor de l'Ajuntament de Granollers durant tres anys amb l'alcalde Josep Pujadas.
Va ser jugador del primer equip del club BM Granollers, que després va presidir des de l'any 1996 fins al 2000.
En la vessant jurídica ha escrit sobre temes de dret social. En la literària ha publicat dues novel·les en castellà: Vivir sin ti i La metástasis (ambdues a Editorial Granollers) i dues en català: La memòria del silenci i Aquell dia era dilluns (ambdues a Actéon Editorial), i en té una més pendent de publicació, La dimensió desconeguda i altres relats. També ha col·laborat en mitjans de comunicació com Som Granollers.